# Гюнштедт
Гюнштедт (нім. Günstedt) — громада в Німеччині, розташована в землі Тюрингія. Входить до складу району Земмерда. Складова частина об'єднання громад Кіндельбрюк.
Площа — 12,58 км2. Населення становить 715 ос. (станом на 31 грудня 2021).

## Галерея

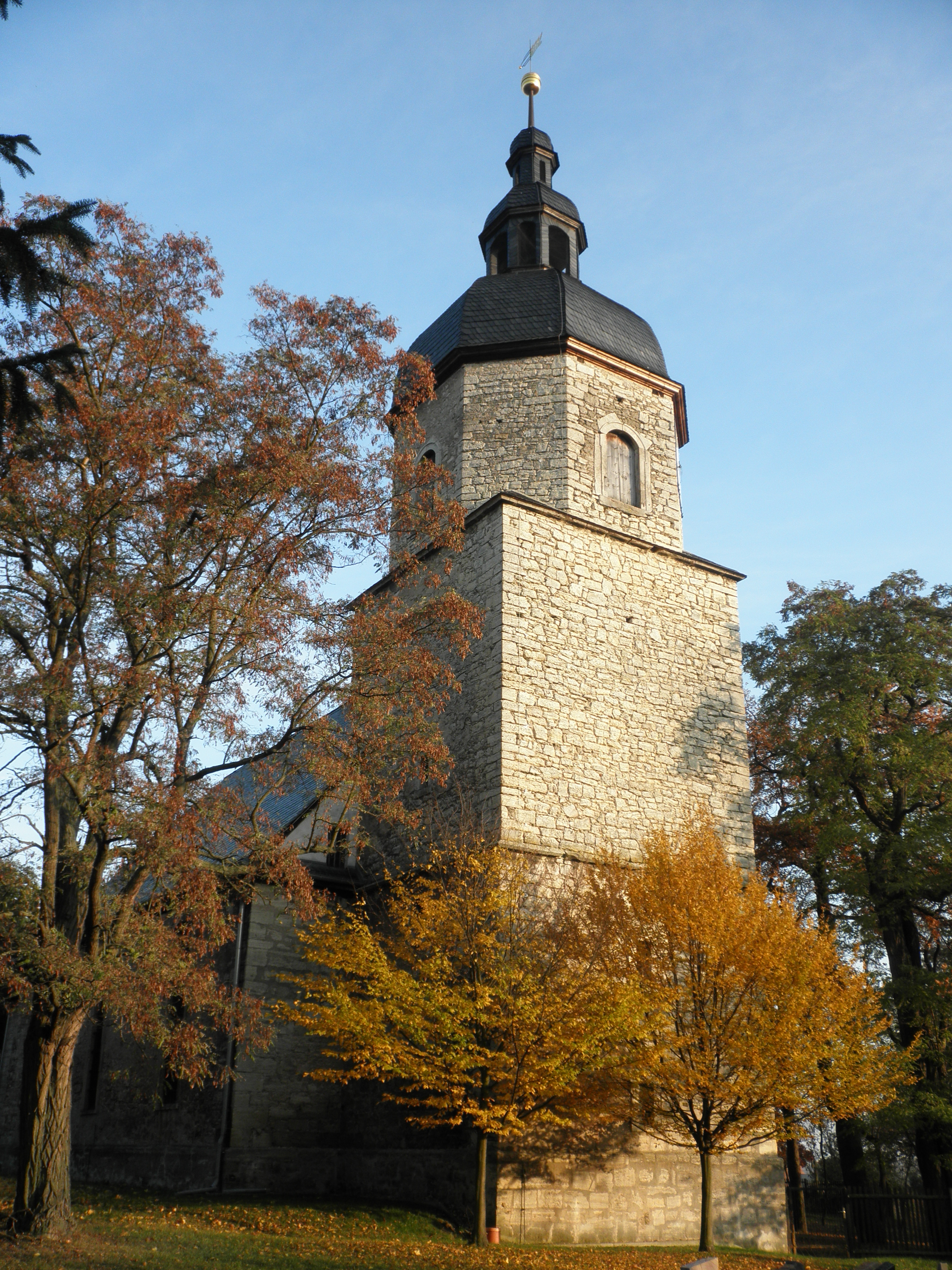